# Santa Cruz de Bucaral
Santa Cruz de Bucaral é uma cidade venezuelana, capital do município de Unión.